# Aegomorphus leucodryas
Aegomorphus leucodryas es una especie de escarabajo longicornio del género Aegomorphus,  subfamilia Lamiinae. Fue descrita científicamente por Bates en 1880.
Se distribuye por Ecuador. Mide 15,9 milímetros de longitud.